# پیشگیری اضطراری از بارداری

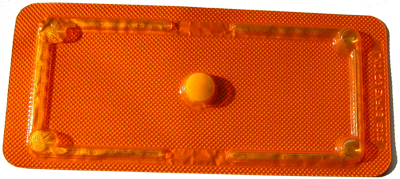
یک نمونه قرص پیشگیری از بارداری اورژانسی

پیشگیری اضطراری از بارداری (به انگلیسی: Emergency postcoital contraception) که (اختصاری EC) خوانده می‌شوند به روش‌هایی اشاره دارد که پس از انجام مقاربت از باردار شدن جلوگیری می‌کنند.

## روش‌های پیشگیری
جلوگیری اورژانسی از حاملگی معمولاً دو صورت دارند:
- مصرف قرص
- استفاده از آی‌یودی

### مصرف قرص
قرص‌های پیش‌گیری اضطراری (ECPs) که در اصطلاح قرص فشار یا قرص صبح روز بعد (به انگلیسی: Morning-after Pill) نامیده می‌شوند، قرص‌هایی هستند که از لقاح و تخمک‌گذاری جلوگیری می‌کنند.

#### انواع قرص‌ها
سه نوع قرص فشار برای جلوگیری از بارداری وجود دارد:
- قرص‌های ترکیبی استروژن و پروژستین
- قرص‌های تنها پروژستینی مانند لوونورژسترول
- قرص‌های پادپروژستینی مانند میفپریستون و اولیپریستال‌استات و الا‌‌وان

#### طرز استفاده
قرص‌های فشار درصورتی که درعرض ۷۲ ساعت (سه روز) پس از مقاربت خورده شوند می‌توانند از بارداری جلوگیری کنند. این قرص‌ها به‌علت داشتن مقادیر زیاد هورمون، اثر ضد بارداری خود را نشان می‌دهند. در صورتی که این قرصها بعد از آمیزش جنسی، هر چه سریعتر خورده شوند (مخصوصا در ۲۴ ساعت اول) اثر بیشتری خواهند داشت.
امکان استفاده از قرص‌های ضد بارداری دیگر در صورت عدم دسترسی به قرصهای فشار امکان‌پذیر است. می‌توان بعد از انجام آمیزش جنسی، دو قرص اچ‌دی HD را باهم خورد و سپس ۱۲ ساعت بعد، دوقرص دیگر. این چهار قرص حتماً باید در عرض ۷۲ ساعت بعد از مقاربت خورده شوند. هرچه زودتر این قرص‌ها خورده شوند، تأثیر آن‌ها بیشتر خواهد بود.
- می‌توان از قرص‌های ال دی LD هم استفاده نمود

توجه: از مصرف هم‌زمان چهار عدد قرص اجتناب نمایید (عوارض خطرناک)

#### عوارض جانبی
عوارض جانبی این قرص‌ها متفاوت است. تهوع، استفراغ، سردرد، حساس شدن پستان‌ها، سرگیجه، احتباس مایعات در بدن و خونریزی‌های نامنظم. این عوارض جانبی معمولاً بعد از یکی دو روز از بین خواهند رفت. با خوردن این قرصها همراه با غذا یا مصرف داروهای ضد تهوع، می‌توان از احساس تهوعی که خوردن این قرصها ایجاد می‌کند کم نمود. در صورتی که در عرض یکساعت که قرصها را مصرف نمودید، استفراغ کردید، باید دوباره قرصها را بخورید.

#### هشدارها
- بهتر است که قرص‌ها با شکم خالی خورده نشود.
- در صورت تهوع از خوردن قرض ضد تهوع خودداری کرد.
- در صورت استفراغ کردن تا دو ساعت پس از استفاده از روش، خوردن مجدد قرص‌ها ضروری است.
- حداکثر دفعات مجاز استفاده از این روش در هر سیکل قاعدگی یک بار است. این روش باید در حداقل دفعات ممکن در طول دوران باروری استفاده گردد. مجاز بودن یک بار استفاده از این روش در هر دوره قاعدگی دلیلی بر تایید مصرف آن در هر دوره قاعدگی به عنوان روش پیشگیری از بارداری نیست.
- در صورت قاعده نشدن فرد در عرض ۳ هفته پس از مصرف روش اورژانسی پیشگیری از بارداری، باید، تست بارداری (ترجیحاً بتا اچ. سی. جی) در مورد وی انجام شود.

#### مزیت‌ها
- با توجه به اینکه این روش برای جنین خطرناک نیست، در صورت وقوع حاملگی، نیازی به سقط جنین نخواهد بود.
- می‌توان بعد از آمیزش جنسی از آن استفاده نمود.
- استفاده از آن‌ها آسان است.
- از قرصهای معمولی جلوگیری از بارداری می‌توان استفاده کرد.
- اشکالی در بارداری‌های آینده ایجاد نمی‌کند.

#### عیب‌ها
- دارای عوارض جانبی مثل تهوع می‌باشد.
- باید حتماً در طی ۷۲ ساعت بعد از مقاربت استفاده شود.
- از بیماریهای آمیزشی عفونی مثل ایدز جلوگیری نمی‌کند.
- از این روش فقط در موارد اورژانسی و اضطراری باید استفاده شود و نباید به‌طور دائمی از آن استفاده کرد.

### پس از ۷۲ ساعت
مصرف اولین دوز قرص‌ها در این روش حتماً باید حداکثر در فاصله زمانی ۷۲ ساعت از تماس جنسی مشکوک صورت گیرد. اگر بیش از ۷۲ ساعت از زمان نزدیکی مشکوک نگذشته باشد، داوطلب می‌تواند با به کار بستن یکی از روش‌های زیر از حاملگی ناخواسته جلوگیری نماید:
- قرصHD، دو عدد در اولین فرصت و دو عدد ۱۲ ساعت بعد.
- قرصLD، چهار عدد در اولین فرصت و چهار عدد ۱۲ ساعت بعد.
- قرص تری‌فازیک یا سه‌مرحله‌ای، ۴ عدد قرص سفید در اولین فرصت و چهار عدد قرص سفید ۱۲ ساعت بعد (قرص‌های مرحله سوم).

### استفاده از دستگاه آی‌یودی
روش دیگر پیشگیری اضطراری از بارداری استفاده از دستگاه آی‌یودی مسی است که قادر است تا ۵ روز پس از رابطه جنسی، از بارداری پیشگیری کند.